# Mare dei Wadden

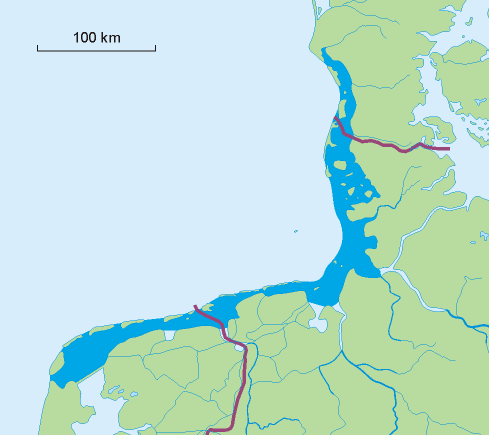
Mappa che indica l'estensione del Mar dei Wadden lungo le coste dell'Olanda, della Germania e della Danimarca

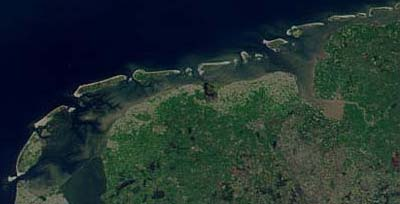
Immagine satellitare della Frisia Orientale

Il Mare dei Wadden (in danese Vadehavet; ; in tedesco Wattenmeer; in basso tedesco Wattensee; in frisone occidentale Waadsee) è un piano mesolitorale, e le piane di marea e le terre umide ad esso collegate, che si trovano tra il Mare del Nord e un tratto di costa dell'Europa nord-occidentale. Si estende da Den Helder nei Paesi Bassi a sud-ovest fino alla Danimarca, per una lunghezza totale di circa 450 km, una larghezza compresa tra 5,5 e 30 km e una superficie di circa 10.000 km².
Il limite tra il Mare dei Wadden e il Mare del Nord è costituito dalle Isole Frisone. Il Mare dei Wadden è famoso per la ricchezza della fauna e della flora. Oggi una grande parte del Mare dei Wadden è protetta dai tre stati congiuntamente. I tipici bassifondi fangosi (wadden) sono simili alle velme della laguna di Venezia.
Nel giugno 2009 il Mare dei Wadden è stato inserito tra i patrimoni dell'umanità dell'UNESCO per il suo valore naturale. Si tratta di un patrimonio interstatale, condiviso tra Danimarca, Germania e Paesi Bassi. Una delle attività che si praticano qui è la camminata nel fango, ovvero il camminare sul fango lasciato scoperto dal mare durante i periodi di bassa marea.

## Natura
La parola wad è frisone e olandese per "piana fangosa" (basso tedesco e tedesco: Watt, danese: Vade). L'area è caratterizzata da estese velme di marea, da fosse di marea più profonde (insenature di marea) e da isole che sono contenute al suo interno: si tratta quindi di un ecosistema continuamente conteso fra terra e mare.
Il paesaggio è stato formato in gran parte dalle maree tra il X e il XIV secolo, traboccando e portando via ex torbiere dietro le dune costiere. Le isole attuali sono un residuo delle ex dune costiere.
Verso il Mare del Nord le isole sono contrassegnate da dune e da ampie spiagge sabbiose, e verso il Mare di Wadden una costa bassa e piena di marea. L'impatto delle onde e delle correnti che portano via i sedimenti sta lentamente modificando sia le masse terrestri che le coste. Ad esempio, le isole di Vlieland e Ameland si sono spostate verso est nel corso dei secoli, avendo perso terra da una parte e aggiunta dall'altra.

## Fauna
Il mare di Wadden è famoso per la sua ricca flora e fauna, in particolare per gli uccelli. Centinaia di migliaia di trampolieri, anatre e oche utilizzano l'area come scalo di migrazione o sito di svernamento. È anche un ricco habitat per gabbiani e sterne, così come alcune specie di aironi, spatole e rapaci, tra cui una piccola e crescente popolazione riproduttiva di aquile dalla coda bianca. Tuttavia, la biodiversità del mare di Wadden è diminuita oggi rispetto ad una volta; fra gli uccelli un tempo erano comuni anche fenicotteri maggiori e pellicani dalmati, almeno durante il clima ottimale dell'Olocene, quando il clima era più caldo. Alcune specie estinte a livello regionale si trovano ancora qui.
Pesci più grandi, tra cui le razze, il salmone atlantico e la trota fario, sono ancora presenti in diverse sezioni del mare di Wadden, ma altri come lo storione di mare europeo sopravvivono nella regione solo grazie a un progetto di reintroduzione. L'unica popolazione naturale rimasta al mondo di houting sopravvive nella parte danese del mare di Wadden ed è stata utilizzata come base per reintroduzioni più a sud, ma rimane una notevole confusione tassonomica sul suo stato (se è uguale all'houting che una volta viveva più a sud nel mare di Wadden). L'ostrica europea un tempo formava ampi letti nella regione ed era ancora presente fino a pochi decenni fa, quando estirpata a causa di una combinazione di malattie e della continua diffusione dell'ostrica invasiva del Pacifico, che ora forma grandi letti nel mare di Wadden. Soprattutto la parte sud-occidentale del mare di Wadden è stata notevolmente ridotta. Storicamente, il Reno era di gran lunga il fiume più importante che scorreva in questa sezione, ma è stato notevolmente ridotto a causa delle dighe. Di conseguenza, circa il 90% di tutte le specie che storicamente abitavano quella parte del mare di Wadden sono a rischio.
Il mare di Wadden è un habitat importante sia per le foche marine che per le foche grigie. Focene e delfini dal becco bianco sono gli unici cetacei residenti nel mare. Un tempo si erano estinti nella parte meridionale del mare, ma hanno anche ricolonnizzato nuovamente quella zona. Molti altri cetacei visitano solo stagionalmente o occasionalmente. Nella storia antica, le balene franche del Nord Atlantico e le balene grigie erano presenti nella regione, forse usando le acque calme e poco profonde per nutrirsi e riprodursi. È stato teorizzato che siano stati cacciati fino all'estinzione in questa regione dai balenieri di terra in epoca medievale. Sono generalmente considerati estinti da tempo nella regione, ma nei Paesi Bassi una possibile balena frisona è stata osservata vicino alle spiagge di Texel nelle Isole Frisone occidentali nel luglio 2005. Il recente aumento del numero di megattere e balenottere minori del Nord Atlantico potrebbe aver portato a più visite e alla possibile ricolonizzazione da parte della specie nelle aree specialmente intorno a Marsdiep. Si prevede anche il recupero futuro dei delfini tursiopi locali una volta estinti.